# 橋爪秀範
橋爪 秀範（はしづめ ひでのり、1971年3月21日 - ）は、NHKのチーフアナウンサー、ディレクター。

## 人物
三重県立津高等学校を経て立教大学文学部卒業後、1993年入局。

## 嗜好・挿話
通算6箇所（ラジオセンターを除く）の赴任地の内、のべ4箇所が中部地方（甲信越地方を除く）。

## 現在の担当番組・業務
- 三重県のFMラジオニュース（平日夕方・不定期）
- まるっと!みえ（キャスター・2度目、2025年8月4日-）

## 過去の担当番組・業務
東京アナウンス室時代
- 首都圏ネットワーク・首都圏ニュース845（内多勝康のキャスター代行）

岐阜放送局時代
- ほっとイブニングぎふ キャスター・編集責任者（2010年度まで）
- 岐阜局地上デジタル放送開始特番 司会（2004年11月1日）
- 生中継 ふるさと一番! 中継お届け人その他（2007年5月14日・15日）
- アナウンス統括

前橋放送局時代
- ほっとぐんま640 キャスター・編集責任者
- アナウンス統括

ラジオセンター時代
- ディレクター業務

富山放送局時代（1度目）
- 富山県のニュース
- FMラジオ番組統括
- ラジオ富山人（編集責任者）

津放送局時代（1度目）
- まるっと!みえ（編集責任者、菊田一樹・齋藤舜介のキャスター代行）
- アナウンスグループ統括

富山放送局時代（2度目）
- 富山県のニュース
- ニュース富山人（不定期・早瀬雄一、岩﨑果歩、柴田拡正 のキャスター代行など）
- きときと！スクールライフ（パーソナリティー・2024年8月 - 2025年6月）
- ニュースとやま845（不定期）
- ニュースとやま645（不定期）
- おはよう富山（不定期）
- おはよう北陸（不定期）
- 緊急報道（富山放送局発）

津放送局時代（2度目）